# Plataci
Plataci (in Arbëresh, IPA: [ar'bəreʃ]: Pllatëni) ist eine von Arbëresh (IPA: [ar'bəreʃ]) gegründete italienische Gemeinde in der Provinz Cosenza in Kalabrien mit 639 Einwohnern (Stand 31. Dezember 2023).

## Lage und Daten
Das Gebiet der Gemeinde liegt auf einer Höhe von 930 m über dem Meeresspiegel und umfasst eine Fläche von 52 km². Plataci liegt etwa 94 km nördlich von Cosenza. Die Nachbargemeinden sind Albidona, Alessandria del Carretto, Cerchiara di Calabria, Trebisacce und Villapiana.

## Geschichte
Albanische Flüchtlinge (Arbëresh) besiedelten um 1476 dieses Gebiet.